# Leptospermum macgillivrayi
Leptospermum macgillivrayi är en myrtenväxtart som beskrevs av Joy Thomps.. Leptospermum macgillivrayi ingår i släktet Leptospermum och familjen myrtenväxter. Inga underarter finns listade i Catalogue of Life.